# Kreshnik Spahiu

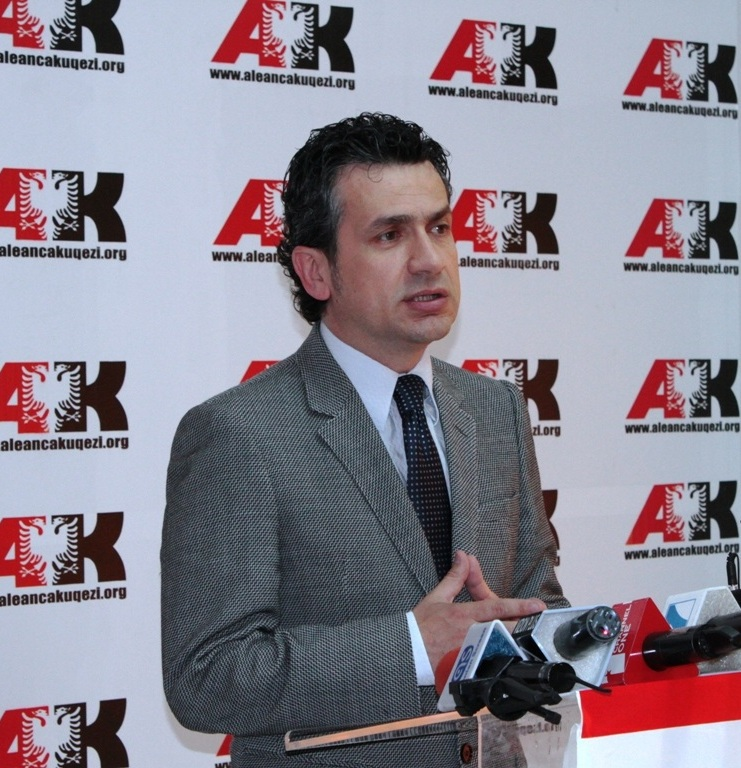
Kreshnik Spahiu

Kreshnik Spahiu (* 21. April 1969 in Tirana) ist ein albanischer Jurist und Politiker. Zwischen 2007 und 2012 war er Amtsleiter des stellvertretenden Präsidenten des Obersten Gerichtshofes Albaniens (albanisch Këshilli i Lartë i Drejtësisë). Am 10. Februar 2012 trat er von seinem Posten als Nummer zwei des Obersten Gerichtshofes Albaniens zurück.
Spahiu ist Gründer und war Vorsitzender der nationalistischen Partei Allianz Rot und Schwarz (AK).
Spahiu gehört zu den nationalistischen Politikern Albaniens. An einer Rede am 15. Dezember 2012 in Kuçova erklärte er, dass seine Partei noch vor den Wahlen im Sommer 2013 die Regierung unter Sali Berisha (PD) stürzen sollte. Berisha selber bezeichnete er als „kommunistische Figur“, die einer „vergangenen Geschichte“ angehört. Die AK will ein neues politisches Regime etablieren, das von einem „neuen Blut“ geführt sein wird, und nicht von heutigen Politikern und „Zöllnern“.
Im Vorfeld der albanischen Parlamentswahl im Sommer 2017 gab Kreshnik Spahiu im Mai seinen Rückzug aus der Politik bekannt und trat endgültig vom Vorsitz der Alenca Kuq e Zi zurück. Dabei kritisierte er den Oppositionsführer Lulzim Basha (PD) und machte ihn für seinen Rücktritt verantwortlich.